# Lockdown (2007)
Lockdown 2007 fue la tercera edición de Lockdown. un evento PPV de lucha libre profesional producido por la Total Nonstop Action Wrestling. El evento tuvo lugar el 15 de abril del 2007 en Saint Charles, Misuri.

## Recepción
Dale Plummer, del Canadian Online Explorer, le dio al evento entero una puntuación de 5.5 sobre 10, destacando el Xcape match, la lucha de Austin Starr vs Shensi, Jerry Lynn vs. Christopher Daniels y la de Latin American Xcange vs. Team 3D, puntuando todas con un 6 sobre 10 y el Lethal Lockdown match (7 sobre 10). Sin embargo, las peores luchas fueron la de Jackei Moore vs. Gail Kim y la de Chris Harris vs. James Storm, puntuando ambas con un 4 sobre 10.

## Resultados
- Dark match: The Voodoo Kin Mafia (B.G. James & Kip James) (con Lance Hoyt) derrotó a Serotonin (Kaz & Havok) (con Martyr y Christy Hemme) en un Six Sides of Steel match.
  - Kip cubrió a Havok después de un "Cobra Clutch Slam".
- Chris Sabin derrotó a Jay Lethal (con Kevin Nash), Sonjay Dutt, Alex Shelley y Shark Boy en un "Xscape match" reteniendo el Campeonato de la División X de la TNA.
  - Shelley cubrió a Shark Boy después de una combinación de "Flying Leg Drop/Splash" de Sabin y Shelley.
  - Sabin cubrió a Dutt después de un "Cradle Shock".
  - Lethal cubrió a Shelley después de un "Diving elbow drop".
  - Sabin escapó de la jaula.
- Robert Roode (con Ms. Brooks y Eric Young) derrotó a Petey Williams en un Six Sides of Steel match.
  - Roode cubrió a Williams con un "Payoff".
- Gail Kim derrotó a Jackie Moore en un Six Sides of Steel match.
  - Kim cubrió a Moore después de un "Flying crossbody" desde lo alto de la jaula.
- Senshi derrotó a Austin Starr (con Bob Backlund como árbitro especial) en un Six Sides of Steel match.
  - Senshi cubrió a Starr con un "roll-up" después de que Backlund lo empujara.
- James Storm derrotó a Chris Harris en un Six Sides of Steel Blindfold match.
  - Storm cubrió a Harris después de una "Superkick".
- Christopher Daniels derrotó a Jerry Lynn en un Six Sides of Steel match.
  - Daniels cubrió a Lynn después de un "Last Rites".
- Team 3D (Brother Ray & Brother Devon) derrotó a The Latin American Exchange (Homicide & Hernandez) en un Electrified Six Sides of Steel match ganado el Campeonato Mundial en Parejas de la NWA.
  - Devon cubrió a Homicide después de un "3D" en un cubo de basura.
- Team Angle (Kurt Angle, Samoa Joe, Rhino, Sting & Jeff Jarrett) derrotaron a Team Cage (Christian Cage, A.J. Styles, Scott Steiner, Abyss & Tomko) (con James Mitchell) en un Lethal Lockdown match, ganando Sting una oportunidad por el Campeonato Mundial Peso Pesado de la NWA en Sacrifice.
  - Sting cubrió a Abyss después golpearlo con una guitarra.
  - Harley Race era el invitado especial.